# Nicetius
Pour les articles homonymes, voir Nicet et Nicetius de Trèves.
Nicetius ou Nicet de Clermont ou Nicet d'Auvergne ou Nicet de Provence fut comte de Clermont, duc d’Auvergne et gouverneur (rector) de Provence à la fin du VIe siècle.

## Biographie
Par des présents à Childebert II, il obtient les cités de Rodez, Clermont et Uzès, constituant ainsi un duché. Selon Grégoire de Tours, Nicetius était un homme d’une vive intelligence  qui établit la paix en Auvergne.
En 585, il participe à la guerre contre les Wisigoths, menée par Gontran et Childebert. Sa conduite est critiquée par Grégoire de Tours, notamment pour les crimes qu’il y commit. Il veille ensuite aux frontières de son duché d’Auvergne et du Royaume Wisigoth.
En 587, Grégoire de Tours nous précise qu'il devient rector de la Provence marseillaise succédant probablement à Dynamius à une époque où la ville subit une épidémie de peste, dite de Justinien. On rapporte que Nicetius est remplacé comme comte de Clermont par un certain Eulalius.
Peu après sa nomination, à la fin de 587 ou au début de 588, Grégoire de Tours évoque un conflit entre lui et l'évêque de Marseille, Théodore, peu de temps avant une épidémie de peste apportée par un bateau.

## Sources
- Grégoire de Tours – Histoire des Francs
- (en) Nicetius of Provence, l'article anglais